# 高木兼寛
高木 兼寛（たかき かねひろ、嘉永2年9月15日〈1849年10月30日〉 - 大正9年〈1920年〉4月13日）は、日本の海軍軍人、最終階級は海軍軍医総監（少将相当）。医学博士。男爵。東京慈恵会医科大学の創設者。
生誕の地である宮崎では「ビタミンの父」と紹介している。また、「よこすか海軍カレー」では、脚気対策として海軍の兵食改革を行った際にカレーを取り入れた人物とみなしている。

## 略歴
薩摩藩郷士・高木喜助兼次の長男として日向国諸県郡穆佐郷（現：宮崎県宮崎市高岡町小山田）に生まれた。通称は藤四郎。穆園と号した。
18歳のときから薩摩藩蘭方医の石神良策に師事し、戊辰戦争の際には薩摩藩兵の軍医として従軍した。明治2年（1869年）、開成所洋学局に入学し英語と西洋医学を学んだ。明治3年（1870年）、薩摩藩によって創設された鹿児島医学校に入学すると、校長のイギリス人ウィリアム・ウィリスに認められて六等教授に抜擢された。
明治5年（1872年）、海軍医務行政の中央機関・海軍軍医寮（後の海軍省医務局）の幹部になった石神の推挙により一等軍医副（中尉相当官）として海軍入りした。海軍病院勤務のかたわら病院や軍医制度に関する建議を多数行い、この年に大軍医（大尉相当官）に昇進。
軍医少監（少佐相当官）であった明治8年（1875年）、当時の海軍病院学舎（後の海軍軍医学校）教官のイギリス海軍軍医ウィリアム・アンダーソンに認められ、彼の母校である英国国教会の聖トーマス病院医学校（現・キングス・カレッジ・ロンドン）に留学。在学中に最優秀学生の表彰を受けるとともに、英国外科医・内科医・産科医の資格と英国医学校の外科学教授資格を取得し明治13年（1880年）帰国。
帰国後は東京海軍病院長、明治15年（1882年）には海軍医務局副長兼学舎長（軍医学校校長）と海軍医療の中枢を歩み、最終的に明治16年（1883年）海軍医務局長、明治18年（1885年）には海軍軍医総監（少将相当官。海軍軍医の最高階級）の役職を歴任した。
明治21年（1888年）日本最初の博士号授与者（文学・法学・工学・医学各4名）の列に加えられ、医学博士号を授与された。
明治25年（1892年）予備役となり医務局長を退いた。その後も「東京慈恵医院」「東京病院」等で臨床に立ちつつ、貴族院勅選議員（1892年8月2日-1920年4月13日）、大日本医師会会長（明治31年）、東京市教育会会長（大正6年）などの要職についた。
明治38年（1905年）華族に列せられて男爵位を授けられた。
大正3年（1914年）3月1日に海軍を退役。
大正9年（1920年）4月13日、脳溢血により死去。その直後、従二位と勲一等旭日大綬章が追贈された。

## 医学・看護教育
高木は日本の医学界が東京帝国大学医学部・陸軍軍医団を筆頭にドイツ医学一色で学理第一・研究優先になっているのを憂い、英国から帰国後の明治14年（1881年）、前年に廃止された慶應義塾医学所初代校長・松山棟庵らと共に、臨床第一の英国医学と患者本位の医療を広めるため医学団体成医会と医学校である成医会講習所を設立する。当時講習所は夜間医学塾の形式で、講師の多くは高木をはじめとする海軍軍医団が務めた。成医会講習所は明治18年（1885年）には第1回の卒業生（7名）を送り出し、明治22年（1889年）には正式に医学校としての認可を受け成医学校と改称した。
さらに明治15年（1882年）には芝の天光院に、貧しい患者のための施療病院として有志共立東京病院を設立、院長には当時の上官である海軍医務局長・戸塚文海を迎え自らは副院長となった。そして徳川家の財産管理をしていた元海軍卿・勝海舟の資金融資などを受け、払い下げられた愛宕山下の東京府立病院を改修し有栖川宮威仁親王を総長に迎えて明治17年（1884年）移転、明治20年（1887年）には総裁に迎えた昭憲皇太后から「慈恵」の名を賜り、東京慈恵医院と改称して高木が院長に就任した。
一方、ナイチンゲール看護学校を擁する聖トーマス病院で学んだ経験から、医療における看護の重要性を認識し、その担い手となる看護婦の育成教育にも力を尽くした。陸軍卿・大山巌の夫人・捨松ら「婦人慈善会」（鹿鳴館のバザーで知られる）の後援もあって、明治18年（1885年）日本初の看護学校である有志共立東京病院看護婦教育所を設立しアメリカ合衆国長老教会宣教師M.E. リード（Mary Ella Butler Reade）らによる看護教育を開始。明治21年（1888年）には昭憲皇太后臨席のもと第1回卒業生5名を送り出した。
この3つはそれぞれ後に東京慈恵会医科大学、東京慈恵会医科大学附属病院、慈恵看護専門学校となり現在に至っている。

## 兵食改革と脚気論争
日本軍で脚気が流行していた当時、まだビタミンは発見されておらず、世界の医学界においても脚気は未解決の問題であった。
高木は海軍医務局副長就任以来、本格的に海軍の脚気対策に取り組んだ。調査の結果、脚気と栄養に関連があることを見つけ、海軍の兵食改革を進めた。その結果、海軍における脚気新患者数、発生率、および死亡数は明治16年（1883年）から同18年（1885年）にかけて激減した（詳細は「日本の脚気史#海軍の兵食改革」を参照のこと）。
明治16年（1883年）末より軍艦「筑波」が遠洋航海の準備をしていることを知った高木は食料改善の実験航海とすることを上奏し、明治15年（1882年）に出航した遠洋航海で脚気が多発し問題となった軍艦「龍驤」と同様の航路に変更させ、自説の「食事改善による脚気予防」の比較実験とさせた。明治17年（1884年）2月に出航したハワイ行きのこの航海演習において、脚気の罹患者は激減し、死者はゼロであった。この航海実験は日本の疫学のはしりであり、ゆえに高木は日本の疫学の父とも呼ばれる。
明治18年（1885年）3月28日、高木は『大日本私立衛生会雑誌』に自説を発表した。しかし、高木の脚気原因栄養説（タンパク質の不足説）と麦飯優秀説（麦が含むタンパク質は米より多いため、麦の方がよい）は、「原因不明の死病」の原因を確定するには、根拠が少なく医学論理が粗雑だった。このため、次々に批判された。特に同年7月、大沢謙二（東京大学生理学教授）は、消化吸収の観点から麦はタンパク質の吸収が悪いことを示し、食品分析表に依拠した高木の説は机上の空論であることを明らかにした。その大沢からの反論に対し、高木は反論できず、大日本帝国海軍での兵食改革の結果をいくつか公表して沈黙した。
のちに高木は「当時斯学会に一人としてこの自説に賛する人は無かった、たまたま批評を加へる人があれば、それはことごとく反駁の声であった」と述懐している。当時の医学界の常識としては、「食物が不良なら身体が弱くなって万病にかかりやすいのに、なぜ食物の不良が脚気だけの原因になるのか？」との疑問をもたれ、高木が優秀とした麦からはタンパク質の吸収が悪いことも、その疑問を強めさせた。このように高木の説は、海軍軍医部を除き、国内で賛同を得ることがほとんどできなかった。
それでも、栄養管理により海軍の脚気を抑制し続け、明治25年（1892年）に海軍医務局長を退き、予備役に入った。
明治39年（1906年）、高木は、アメリカのコロンビア大学やイギリスのセント・トーマス病院医学校で講演を行い、講演内容はアメリカやイギリスの医学雑誌に掲載された。これにより、高木の「実績が出ている脚気対策」の業績は世界に広く知られた。
脚気と食事の関係に着目した高木の取り組みは、ビタミンや栄養学に関する海外の著名な書物において高く評価されている。

## 宗教
高木はイギリス留学中、英国国教会の聖トーマス病院医学校（現・キングス・カレッジ・ロンドン）で学ぶ傍ら、毎週教会に通うほど、キリスト教に接近した。帰国後、明徳会を開くころには、仏教に傾倒して、さらに晩年には神道に心酔していった。こうした宗教観は、幼少のころに、母から「神仏はいつもそばから眺めておられる」と訓戒されて、その神仏のすがたを求める遍歴の旅であったためと考えられる。

## その他の功績
- 宮崎神宮の社殿の大造営を行った中心的な人物でもある[19]。明治31年（1898年）に神武天皇御降誕大祭会を設立しその幹事長に就任、神武天皇が祭神である宮崎宮を、豪華な社殿に大改装するために全国から寄付を集めた。これは毎年恒例である宮崎神宮大祭（神武さま）をスタートさせるきっかけにもなった。
- 南極大陸の南緯65度33分・西経64度14分に高木岬があるが、これは彼の名に因んで付けられた地名である。
- 海外での脚気業績に対する高木の評価は高い。「独創を尊び成果を重んする西洋医学からみると、高木の『食物改良による脚気の撲滅』は、発想の独自性と先見性、成果の素晴らしさから、まさしく画期的な業績であった。ビタミンが広く知られた後には、さらにその先見性が高く評価され、ビタミンの先覚者と位置づけられている。」（山下 (2008) pp.454-455）
- 高木は東京の都市計画に関しても衛生学の観点から論文を発表している[20]。当時の東京の経済力は高くなかったことから、都市機能を集約してまずはその中で近代的な衛生環境を整備するべきだと論じた。ただし、近代化を優先して貧民の立ち退きを求めた点については森鷗外らが非人道的だとして反発した。
- 明治22年（1889年）に大隈重信が来島恒喜が投じた爆弾により負傷した直後に現場を通りかかり、大隈の最初の処置を行った。その後に駆け付けたエルヴィン・フォン・ベルツ、佐藤進、伊東方成、岩佐純、池田謙斎らとの協議により右足の切断を決定した[21]。
- 1887年（明治20年）、東海道線大磯駅が開業すると駅前の高台に別荘を建設。大磯町が発展する契機を作った[22]。

## 栄典
これは、生前授与の栄典のリストである。逝去直後、従二位と勲一等旭日大綬章が追贈された。

### 位階
- 1874年（明治7年）
  - 3月8日 - 正七位[23]
  - 11月5日 - 従六位[23]
- 1881年（明治14年）
  - 1月21日 - 正六位[24]
  - 11月28日 - 従五位[24]
- 1886年（明治19年）
  - 7月8日 - 正五位[25]
  - 10月28日 - 従四位[26]
- 1892年（明治25年）2月13日 - 正四位[27]
- 1900年（明治33年）6月30日 - 従三位[28]

### 勲章等
- 1889年（明治22年）11月25日 - 大日本帝国憲法発布記念章[29]
- 1891年（明治24年）6月27日 - 勲二等瑞宝章[30]
- 1915年（大正4年）11月10日 - 大礼記念章[31]・勲一等瑞宝章[32]

## 著作

### 単著
- 『精神修養と大和魂』軍事教育会、1914年5月。全国書誌番号:43016177 NDLJP:948043。
- 『簡易実用 家庭衛生及治病』大学館、1915年6月。全国書誌番号:43006276 NDLJP:935534。
- 『心身修養』広文堂書店、1916年7月。 NCID BA89378129。全国書誌番号:43023230 NDLJP:955090。
- 『体育奨励に関する実行条項説明書』高木兼寛、1917年6月。 NCID BB24767814。全国書誌番号:43006324 NDLJP:935584。
- 『無病長寿実験強健法』東盛堂書店、1918年7月。全国書誌番号:43006350 NDLJP:935607。
- 田中久 編『心身強健法』東亜堂〈袖珍名家文庫 第9編〉、1919年11月。 NCID BA87578808。全国書誌番号:43004275 NDLJP:933322。

### 校閲
- 三好常三郎『傷病応急手当法講義』東京府教育会、1903年10月。 NCID BA33188399。全国書誌番号:40056897 NDLJP:834360。

## 親族
- 妻の富子は手塚律蔵の長女。高木兼寛・富子夫妻は、1902年に日本人初の民間人による神前式結婚式の媒酌人を務めたとされる[33]。
- 長女・幸（1873-1878）：夭折
- 長男・高木喜寛(1874-1953)：東京府華族、正四位、勲四等、医学博士、東京慈恵会医科大学学長[34][35]
  - 妻・志摩子(1884-不詳)：東京市会議員・有島武の二女、女子学習院卒[35][36]
  - 長男・高木秀寛（1906-不詳)：正五位[36][37]、渡辺高木建築事務所[注釈 5]副所長の後に高木建築設計事務所を創設、ケンブリッジ大学卒[36][38]
    - 妻・匡子(1914-不詳)：内務官僚・宮中顧問官の折田有彦の長女[35]
    - 長男・高木公寛(1935- )：東京慈恵会第8代会長、学習院大学卒[35][36][39]
      - 妻・茂子(1937- )：山一土地建物株式会社社長・潮田定一の長女、学習院女子短大卒[40]
      - 子・高木正寛(1964- )[36][41]
- 二男・高木兼二(1881-1919)：東京慈恵会医院医学専門学校教授、成蹊学園理事[注釈 6]
  - 妻・百合（男爵・神田乃武の二女）
  - 長男・文一：成蹊小学校より成蹊出身[42]、慈恵医大卒
    - 三男・敬三：成蹊高等学校を経て慈恵医大卒[42]、同大教授

  - 長女・直子（外務大臣・小坂善太郎の妻[43]）
  - 二女・義子（埼玉銀行会長・松平忠晃の妻）
- 三男・高木舜三(1883-1919)：帝国生命保険取締役
  - 妻・多都雄（三井鉱山社長・三井三郎助の二女）
- 四男・高木藤四郎(1886-1888)：夭折
- 次女・寛子(1885-1915) ‐ 樋口繁次（産婦人科医・東京慈恵会医科大学教授）の前妻。1903年結婚。
  - 子・樋口一成（1904-1975） ‐ 東京慈恵会医科大学6代学長。慈恵医大専門学校卒。三菱財団理事、日本癌学会長、日本私立医科大学協会長なども務めた。一成の継母の父に高平小五郎。[44][45][46]